# Ханмагомедов, Юсуп Маммаевич
Юсуп Маммаевич Ханмагомедов (1967, Мамедкала, СССР) — российский художник, график, педагог. Народный художник Республики Дагестан (2018).

## Биография
Юсуп Ханмагомедов родился в 1967 году в посёлке Мамедкала, Дагестан. С 1977 по 1981 учился в художественной школе в посёлка Мамедкала. Преподаватели: В. А. Куцев, Г. А. Гусейнов. С 1981 по 1984 учился в СХШ им. Б. В. Иогансона при Академии Художеств (Ленинград). Преподаватели: И. А. Глазов, Л. К. Казбеков. С 1984 по 1993 учился в институте живописи, скульптуры и архитектуры им. И. Е.Репина на факультете графики, в станковой мастерской профессора В. А. Ветрогонского, обучался у профессоров В. Г. Старова, И. А. Раздрогина, И. Г. Ломакина, М. М. Герасимова, Е. В. Звонцовой, И. И. Птаховой.
Инициатор и бессменный руководитель проекта, проводящегося в дагестанских селах Кубачи и Амузги, Международной графической биеннале, выставки-конкурса «Кубачинская башня» (2018, 2020, 2022).
Член Союза Художников России с 1996 года.
В 2010 Юсупу Маммаевичу Ханмагомедову присвоено почетное звание Заслуженный художник Республики Дагестан, в 2018 - Народный художник Республики Дагестан.
Живёт и работает в Махачкале.

## Произведения в собраниях музеев
- Дагестанский музей изобразительных искусств им. П. С. Гамзатовой. Махачкала.
- Музей искусств. г. Кириши.
- Публичная библиотека им. Салтыкова-Щедрина. Санкт-Петербург.
- Российский этнографический музей. Санкт-Петербург.
- Томский областной художественный музей
- Музей антропологии и этнографии им. Петра Великого (Кунсткамера) РАН Санкт-Петербург.

Частные собрания Голландии, Германии, Англии (Букингемский дворец), США, Японии, России.